# Murwi
Murwi è un comune del Burundi situato nella provincia di Cibitoke con 82.235 abitanti (stima 2008).

## Geografia antropica

### Suddivisioni amministrative
Il comune è suddiviso in 23 colline.